# Балерна
Балерна (нем. Balerna) — коммуна в Швейцарии, в кантоне Тичино. Население составляло 3390 человек на 2015 год. Официальный код — 5242.

## Географическое положение
Площадь Балерны на 1997 год составляла 2,57 км².

## История
Балерна впервые упоминается в 1115 году как Barerna. В 844 и 865 годах монастырь базилики Святого Амвросия в Милане купил земли, включающие будущую Балерну. С IX века земли Балерны принадлежали графу Серпио, в XIII веке перешли во владение городу Комо, затем к епископу Комо. За последующие века сменилось большое количество владельцев.

## Население
Население Балерны на 2015 год составляло 3390 человек (48,6 % — мужчины и 51,4 % — женщины). Большая часть населения говорит на итальянском языке (91,6 %), на немецком говорят 2,8 %, на португальском — 1,6 %.
| 1652 | 1696 | 1723 | 1801 | 1850 | 1900 | 1950 | 1970 | 2000 | 2015 |
| ---- | ---- | ---- | ---- | ---- | ---- | ---- | ---- | ---- | ---- |
| 341  | 367  | 422  | 518  | 889  | 1612 | 2625 | 3885 | 3415 | 3390 |